# 栗原孝太郎
栗原 孝太郎（くりはら こうたろう、1982年7月23日は、日本の起業家、実業家。BLUE DESIGN GROUP代表取締役を務める。

## 略歴
1982年、佐賀県唐津市に生まれる。2005年、西南学院大学商学部商学科に入学。大学時代は雑誌社をスポンサーに付け、バックパックとギター1本を持った、ヒッチハイクなど陸路でのユーラシア大陸横断を企画実行、ライター業を経験する。
卒業後、現在の株式会社リクルートに入社。銀座本社にて新規顧客を獲得する営業部に配属された。半年後、当時としては最年少でチーフ職に昇進。同社を1年半後に退職し、帰郷。賃貸物件を探しに行った際、不動産賃貸サービスの業界に商機を感じ、土地の売買を行っていた父親の会社に賃貸事業部を立ち上げる。その後は自身でデザインや建築設計や不動産売買を学び、建築設計や土地や中古住宅などの不動産売買も手がけるようになり、宅建や建築士を独学で取得。2011年、29歳のとき、栗原不動産・孝和建設（2022年4月に社名変更し、現在はBLUE DESIGN GROUP）の代表取締役に就任。売上高や社員数は会社を引き継いだ時から10倍以上になり、年商は10億円を超えるようになる。
近年では「カーテンレス設計」を開発し、特許庁への実用新案申請、庭事業への参入、辰野金吾のオマージュ建築のプロデュースなどを手掛けている。事業は建築と不動産の住生活分野から、庭事業や不動産投資企画事業へ幅を広げ、更には異業種である、飲食事業、福祉事業、宿泊事業などを立ち上げ、価値ある違いをつくる、まちづくり会社「BLUE DESIGN GROUP」として多角化された企業運営を行っている。

## 人物
- 趣味はゴルフ、サーフィン。ドラム、作曲を特技とする[8]。作詞作曲した曲はApple Music、Spotifyなどにて公開中[9]。
- 家族には妻と三人の子どもがいる。長男には発達障害があり、発達障害児の育児や自身が過去経験した事業、子育てなどの苦悩や葛藤についてYoutubeを通して発信している[10]。
- 一般財団法人日本プロスピーカー協会「プロスピーカー」として在籍[11]。オフィスアーツ芸能事務所にモデル俳優として所属[8]。

## 出演歴
- TBSテレビ「がっちりマンデー!!」[12]
- RKB毎日放送「志、情熱企業」[13]
- サガテレビ「SAGAものスゴ！」平成29年9月放送「孝和建設」[14]

## 講演歴
- YKK AP「Live Stream Forum 2021」[15]
- 唐津市TV放送、唐津市立第一中学にて講演「仕事の目的とは?～考え方が変われば人生が変わる～」[16]